# 弟子っちょピカ丸
『弟子っちょピカ丸』（でしっちょピカまる）は、2008年10月4日から2009年3月28日まで、日本テレビ系列で放送されたバラエティ番組。日本マクドナルドによる一社提供番組。ハイビジョン制作、略称は『弟子ピカ』。

## 番組概要
家族や親しい人たちを幸せにするために、「弟子っちょ」（番組の依頼者）が料理人や職人など様々なジャンルの「師匠」の元に一日弟子入りし、プレゼント作りに挑む「お仕事体験弟子入りバラエティ」。
番組から弟子っちょサポーター（レポーター）が同行し、弟子入りからプレゼントを渡すまでの一部始終を見届ける。このほか、週代わりのミニコーナーも放送された。
弟子入りすると子供だからといって妥協する事は一切なく、大人同等のクオリティーを求められ力仕事等、大人でも大変な作業も特別な場合を除いて手助けは一切しない。天然氷を作る回は、年をまたいで数ヶ月掛けてようやく完成した長期ロケとなった。
「弟子っちょ」（番組の依頼者）には、「弟子っちょタオル」と呼ばれるどんな困難でも乗り越えられる黄色の魔法のタオルを渡し、弟子入りする「師匠」のところへ向かう（「弟子っちょタオル」は、番組開始当初は黄色の無地だったが、後に番組のタイトルロゴが入ったものになっている）。
番組出演者の衣装は、弟子っちょセンター長のさまぁ〜ずは色物のポロシャツとTシャツ、弟子っちょサポーターは色物のパーカー（色はバナナマンが青、レッドが赤、臼田がピンク）の上にお腹の部分に番組のタイトルロゴを配した黄色のオーバーオールを着用していた。

## 出演者

### レギュラー出演
弟子っちょセンター長（MC）
- さまぁ〜ず（大竹一樹、三村マサカズ）

弟子っちょサポーター
- レッド吉田（TIM）
- バナナマン（設楽統、日村勇紀）
- 臼田あさ美

パパ丼ハンター
- 長浜之人（キャン×キャン）

### ゲストサポーター
- キャラメルクラッチ 2009年3月14日放送分
- つぶやきシロー 2008年11月29日放送分
- 松木安太郎 2008年12月13日放送分・2008年12月20日放送分
- 原口あきまさ 2009年1月24日放送分
- ザ・たっち 2009年1月3日放送分・2009年1月31日放送分
- ザブングル 2009年1月17日放送分
- モンキッキー 2009年2月14日放送分・2009年3月21日放送分

ほか

## ミニコーナー
日本全国パパ丼
日本各地のパパが我が子のために、地元の名物食材を使った「パパ丼」を作る。
THE ブレイブダディ
パパが身体を張った様々なチャレンジを通して、我が子にカッコイイ姿を見せる。
投稿!あなたの街のプロ☆ファイル
世の中であまり知られていない、インパクトのある珍しい職業のプロを紹介する。

## スタッフ
- ナレーター：森圭介
- 構成：ヒロハラノブヒコ、桝本壮志、金森匠、さだ、大熊智、長束あこ、ゴージャス染谷、奥山亮
- TM：高木冬夫
- SW：松嶋賢一
- AUD：木本文子
- VE：高橋卓
- MIX：山口直樹
- LD：渡辺一成
- TK：山岸由佳、長坂真由美
- SE：井上研一
- ロケ技術：岩澤治
- EED：生田目隼
- MA：丸山輝幸
- 技術協力：NiTRo、スタジオWELT、ビデオスクエア
- 美術プロデューサー：大川明子
- 美術デザイナー：本田恵子
- 美術進行：三浦昭彦
- 大道具：相馬勇
- 小道具：石井武尊
- 持ち道具：三野尚子
- 衣装：中島宏之
- 美術協力：日テレアート
- CG：P.I.C.S
- リサーチ：ビスポ
- 企画センター：寺内壮
- 編成：鯉渕友康
- 営業：朝倉玲子
- 営業推進：阿部寿徳
- 広報：神山喜久子
- 制作協力：IVSテレビ制作
- アシスタントプロデューサー：近藤照代
- 制作進行：門田こむぎ
- デスク：津下佳子
- ディレクター：渡邊正人、小田清仁、武石政人、田中久也、山﨑勝、鈴木浩晃、新井勝也、齋藤慎一、佐藤丁丈
- 演出：徳永清孝
- 総合演出：三觜雅人
- 制作プロデューサー：錦信次、成瀬広靖
- プロデューサー：金田有浩
- チーフクリエイター：藤井淳
- 制作著作：日本テレビ

## ネット局と放送時間
以下、時刻は全てJST。
- 日本テレビ系列（秋田放送・山梨放送・テレビ大分・テレビ宮崎を除く）：土曜 18:30 - 19:00[1]
  - 秋田放送：日曜 11:00 - 11:30
  - 山梨放送：日曜 10:55 - 11:25
- テレビ大分（フジテレビ系列とのクロスネット局）：火曜 16:55 - 17:25（3日遅れ）
- テレビ宮崎（フジテレビ系列・テレビ朝日系列とのトリプルクロスネット局）：月曜 16:23 - 16:53
- 沖縄テレビ（フジテレビ系列）：月曜 16:23 - 16:53